# Ghetto Youth-ology
Ghetto Youth-ology – czterdziesty trzeci album studyjny Sizzli, jamajskiego wykonawcy muzyki reggae i dancehall.
Płyta została wydana 21 kwietnia 2009 roku przez londyńską wytwórnię Greensleeves Records. Produkcją nagrań zajął się Melbourne "George Dusty" Miller. Trzon grupy akompaniującej Sizzli stanowili muzycy riddim bandu The Fire House Crew.
9 maja 2009 roku album osiągnął 4. miejsce w cotygodniowym zestawieniu najlepszych albumów reggae magazynu Billboard (ogółem był notowany na liście przez 8 tygodni).

## Lista utworów
1. "Jah Love"
2. "Ghetto Utes Dem Ah Suffer"
3. "Stop It Right Now"
4. "Gwaan Bear"
5. "Hey Youths (Respect)"
6. "Black Man in the White House"
7. "Future Is Yours"
8. "Premeditate"
9. "I'm Loving You"
10. "Open Up the Doors"
11. "What Am I To Do Baby" feat. Conradine Campbell
12. "I Love You So"
13. "Tax Payers Money"
14. "Qualities in Life"
15. "Babylon Ease Off"

## Twórcy

### Muzycy
- Sizzla – wokal
- Conradine "Connie" Campbell – wokal (gościnnie), chórki
- Mitchum "Khan" Chin – gitara
- Donald "Bassie" Dennis – gitara basowa, instrumenty klawiszowe
- Melbourne "George Dusty" Miller – perkusja
- Paul "Wrong Move" Crossdale – instrumenty klawiszowe
- William "Congo Billy" Lawrence – konga
- Jabari Miller – konga
- Dean Fraser – saksofon
- Andrae Blake – chórki
- Althea Hamilton – chórki
- Richard Bramwell – chórki
- Sheradine Sharpe – chórki
- Chantelle Ernandez – chórki

### Personel
- Delroy "Fatta" Pottinger – inżynier dźwięku
- Nigel "Toots" Burrell – inżynier dźwięku, miks
- Collin "Bulby" York – miks
- Paul Shields – mastering
- Tony McDermott – projekt okładki